# Naya Baradwar
Naya Baradwar is een nagar panchayat (plaats) in het district Janjgir-Champa van de Indiase staat Chhattisgarh. 

## Demografie
Volgens de Indiase volkstelling van 2001 wonen er 6.228 mensen in Naya Baradwar, waarvan 51% mannelijk en 49% vrouwelijk is. De plaats heeft een alfabetiseringsgraad van 66%. 